# Stowarzyszenie Zielonoświątkowych Zborów Dnia Siódmego
Stowarzyszenie Zielonoświątkowych Zborów Dnia Siódmego (ang. Association of Seventh Day Pentecostal Assemblies) – jeden z kościołów zielonoświątkowych zachowujących biblijny szabat (sobotę) jako dzień święty.

## Historia
Stowarzyszenie Zielonoświątkowych Zborów Dnia Siódmego narodziło się w 1931 r. w Stanach Zjednoczonych. Utworzone zostało z myślą o zjednoczeniu sabatariańskich zborów zielonoświątkowych w jedno ciało. Jakkolwiek część społeczności postanowiło wejść w skład nowo powstałej konfederacji, nie udało się jednak połączyć organizacyjnie wszystkich amerykańskich zielonoświątkowców dnia siódmego. W 1967 r. Stowarzyszenie zostało inkorporowane w Vancouver.

### Rozwój w Afryce
Konfederacja amerykańskich kościołów jest czynnie zaangażowana w misję również poza swoją ojczyzną. Wyjątkowo dobrze Stowarzyszenie rozwija się w Afryce. W roku 1970 zarejestrowane zostało Stowarzyszenie Zielonoświątkowych Zborów Dnia Siódmego w Ghanie. Powstanie Kościoła w tym kraju wiązało się ze służbą starszego Enocha Ofori, późniejszego prezydenta Kościoła.
Starszy Enoch Ofori został powołany do służby w 1964, po swoim nawróceniu. Pomimo sprzeciwu swego ojca, który będąc plantatorem kakao nie chciał, by syn został pastorem, zaczął on głosić ewangelię. Starszy Ofori modlił się w tym czasie i pościł w intencji Bożego prowadzenia w życiu. W wyniku szczególnego namaszczenia postanowił w 1967 r. założyć kościół zielonoświątkowy o nazwie Święty Kościół Chrystusa, którego siedziba znajdowała się w Amakom, na przedmieściach Kumasi.
W 1967 r. starszy Enoch Ofori nawiązał kontakt z L. A. Hingleyem, amerykańskim ewangelistą oraz starszym Garverem C. Grayem – wieloletnim dyrektorem amerykańskiego Stowarzyszenia Zielonoświątkowych Zborów Dnia Siódmego. Kaznodzieje ci głosili, iż należy powrócić do korzeni chrześcijaństwa, zaś współczesne zbory winny wiernie naśladować Kościół chrześcijański I wieku we wszystkich aspektach. Oprócz głoszenia upamiętniania i wiary w Jezusa, ważności chrztu Duchem Świętym i obecności darów duchowych w Kościele (w tym mówienia nieznanymi językami) jako znaków wyróżniających pierwszy Kościół, głosili oni również aktualność biblijnego dekalogu, w tym świętowania dnia sobotniego, zgodnie z IV przykazaniem i przykładem apostołów.
Starszy Enoch Ofori, wraz ze swoim zborem, przyjęli naukę o dniu sobotnim. Wkrótce nazwa zboru została zmieniona na Zielonoświątkowy Zbór Dnia Siódmego i utworzono struktury nowo powstałego Stowarzyszenia Zielonoświątkowych Zborów Dnia Siódmego w Ghanie. Praca misyjna w Ghanie owocowała powstawaniem kolejnych zborów Stowarzyszenia i gwałtownym rozwojem sabatariańskiego ruchu zielonoświątkowego w tym kraju. W 1981 r. zorganizowano pierwszą ogólnokrajową konferencję, na którą przybyli wierni z różnych regionów i zborów. Od tego czasu obserwowany jest intensywny rozwój Stowarzyszenia na skalę krajową oraz zagraniczną (m.in. Benin, Filipiny).

## Wierzenia
Stowarzyszenie Zielonoświątkowych Zborów Dnia Siódmego postrzega Biblię, składającą się z 39 ksiąg Starego Testamentu i 27 ksiąg Nowego Testamentu jako natchnione Słowo Boże, jedyny, nieomylny i ostateczny autorytet w sprawach wiary i praktyki chrześcijańskiej. Jezus Chrystus uznawany jest za Pana, Boga, Zbawiciela i jedynego Pośrednika między Bogiem a ludźmi. Jego krew wylana na krzyżu dla odpuszczenia grzechów tych, którzy się opamiętają i uwierzą ewangelii jest jedyną nadzieją zbawienia dla grzeszników. Poprzez osobiste nawrócenie i wyznanie grzechów człowiek jest usprawiedliwiony przed Bogiem, a następnie uświęcany i powołany, jako chrześcijanin, do prowadzenia świętego życia. Każdy, kto uwierzył ku zbawieniu, musi zostać ochrzczony przez zanurzenie w wodzie na wyznanie swojej wiary. Chrzest w Duchu Świętym jest dostępny dla każdego, kto jest posłuszny Bogu i jego woli (Dzieje Apostolskie 5:32). Wydarzenie to, któremu towarzyszą ponadnaturalne dary Ducha Świętego, w tym mówienie nieznanymi językami, udziela szczególnej mocy i prowadzenia od Ducha Świętego wierzącemu i jest momentem otrzymania pieczęci Bożej. Konsekwencją chrztu Duchem Świętym jest prowadzenie świętego życia i wydawanie „owoców Ducha”. W odróżnieniu od przepisów ceremonialnych regulujących służbę świątynną i przymierza aż do czasu przyjścia Mesjasza, prawa moralne nadal obowiązują chrześcijan. Uważa się, iż do praw moralnych zaliczamy przede wszystkim biblijną wersję dziesięciu przykazań, zabraniającą oddawania czci obrazom oraz zawierającą polecenie świętowania soboty, a także prawa dietetyczne, zabraniające spożywania krwi i mięs zwierząt nieczystych (m.in. wieprzowiny). Prawa te, obowiązujące nadal ludzkość, powinny być zachowywane dzięki Bożej łasce i w mocy Ducha Świętego. Przestrzeganie sabatu uważa się za aktualną część dekalogu i praktykę stosowaną i wyróżniającą Kościół chrześcijański czasów apostolskich. Ważnym elementem wiary jest podkreślanie dostępności uzdrowienia z chorób fizycznych dla każdego, kto wierzy. Tam, gdzie chrześcijanie są napełniani Duchem Świętym, uzdrowienia są tak powszechne, jak w czasach biblijnych. Kościół Boży uznawany jest za ciało Chrystusa, do którego należą wszyscy napełnieni Duchem i posłuszni Bożym prawom chrześcijanie, niezależnie od ich wyznania. Za zwieńczenie nadziei chrześcijańskiej uważany jest chwalebny, osobisty i widzialny powrót Chrystusa na ziemię, któremu towarzyszyć będzie zmartwychwstanie, nagrodzenie sprawiedliwych i potępienie bezbożnych. Znaki czasu i wypełniające się proroctwa wskazują, iż czas powtórnego przyjścia Mesjasza jest bardzo bliski.

## Działalność
Podstawowym celem działalności Stowarzyszenia jest prowadzenie misji i zakładanie nowych zborów. Każdy zbór zaangażowany jest w pracę ewangelizacyjną w swoim rejonie oraz wspiera misje na nowych terenach. Podstawową misją Kościoła jest głoszenie opamiętania i wiary w ewangelię, chrzczenie nawróconych przez zanurzenie w wodzie, głoszenie chrztu w Duchu Świętym i ważności przestrzegania wszystkich przykazań Bożych.
Nabożeństwa w kościołach odbywają się przede wszystkim w dniu sobotnim. Na nabożeństwo składa się spontaniczne uwielbianie Boga przez pieśni i modlitwy, któremu często towarzyszy klaskanie w dłonie, czy unoszenie rąk do góry na chwałę Boga. Ważnym elementem nabożeństwa jest manifestacja darów Ducha Świętego w postaci mówienia nieznanymi językami, prorokowania, wypędzania diabła, uzdrawiania z chorób. Oprócz uwielbienia, na nabożeństwo składa się: studium biblijne oraz kazanie. Praktykowana jest także Wieczerza Pańska pod postacią chleba i soku winogronowego, którą poprzedza wzajemne umywanie nóg. Oprócz nabożeństw sobotnich, zbory zgromadzają się w każdy poniedziałek i środę na zebraniach modlitewno-wstawienniczych.
Stowarzyszenie Zielonoświątkowych Zborów Dnia Siódmego w Ghanie jest czynnie zaangażowane w prowadzenie misji zagranicznych. Praca ewangelizacyjna w Republice Beninu rozpoczęła się od założenia zboru w miejscowości Deve. Stowarzyszenie zostało zorganizowane w tym kraju w roku 2004. Chęć współpracy z ghańskim Stowarzyszeniem nawiązała również społeczność chrześcijańska na Filipinach, która postanowiła dać początek Stowarzyszeniu Zielonoświątkowych Zborów Dnia Siódmego w swoim kraju.
Działalność ewangelizacyjna Stowarzyszenia w Ghanie obejmuje także nadawanie regularnych audycji radiowych w dwóch ghańskich rozgłośniach UKF. Tematyka audycji jest szeroka i obejmuje zagadnienia związane ze zbawieniem (opamiętanie, chrzest, przykazania Boże), analizą proroctw dotyczących czasów ostatecznych, jak również zjawiskami socjologiczno-społecznymi omawianymi z biblijnego punktu widzenia.
Ghańskie Stowarzyszenie organizuje trzy razy do roku ogólnokrajową konferencję (camp), którego celem ma być odnowa duchowa i uzdrawianie z chorób fizycznych. Raporty z najważniejszych wydarzeń w kraju i zagranicą publikowane są w czasopiśmie Stowarzyszenia, pt. The Pentecostal Beacon (Zielonoświątkowa Latarnia Morska).